# Yarrowia
Yarrowia es un género de hongos de la familia  Dipodascaceae.
El género posee una única especie, con dos variedades:
- Yarrowia lipolytica var. lipolytica (Wick., Kurtzman & Herman) Van der Walt & Arx (1981),
- Yarrowia lipolytica var. alkalitolerans Zvyag., Andreishch., M.I.M. Soares, Khozin, Berhe & B.L. Perss. (2001)